# Liste des ambassadeurs du Royaume-Uni au Venezuela
L'ambassadeur du Royaume-Uni au Venezuela est le plus important représentant diplomatique du Royaume-Uni au Venezuela et responsable de la mission diplomatique du Royaume-Uni au Venezuela. Le titre officiel est Ambassadeur de Sa Majesté britannique en république bolivarienne du Venezuela.

## Liste des chefs de mission
- 1825–1835: Robert Ker Porter, consul à Caracas
- 1835–1841: Robert Ker Porter, chargé d'affaires et consul général
- 1841–1843: Daniel Florence O'Leary, consul général par intérim
- February 1858: Philip Edmund Wodehouse, Mission spéciale à Caracas

### Chargé d'Affaires et Consul général auprès de la république du Venezuela
- 1842–1858: Belford Hinton Wilson [1]
- 1858–1864: Frederic Doveton Orme [2]
- 1864–1865: Hon. Richard Edwardes [3]

### Chargé d'Affaires et Consul général aux États-Unis du Venezuela
- 1865–1869: George Fagan [4]
- 1869–1873: Robert Thomas Charles Middleton [5]

### Ministre résident et consul général aux États-Unis du Venezuela
- 1873–1878: Robert Thomas Charles Middleton [6]

- 1878–1881: Robert Bunch[7]
- 1881–1884: Charles Edward Mansfield[8]

### Ministre résident en république du Venezuela
- 1884–1887: Frederick Robert St John[9]
- 1887–1897: Les relations diplomatiques rompues sur Guayana Esequiba

### Ministre résident à Carácas
- 1897–1902: William Henry Doveton Haggard[10]
- 1902–1907: Henry Bax-Ironside[11]
- 1908–1911: Vincent Edwin Henry Corbett[12]

### Ministre résident aux États-Unis du Venezuela
- 1911–1913: Frederic Dundas Harford[13]

### Envoyé extraordinaire et ministre plénipotentiaire aux États-Unis du Venezuela
- 1913–1916: Frederic Dundas Harford[14]
- 1916–1923: Henry Beaumont [15]
- 1923–1925: Andrew Percy Bennett[16]
- 1925–1926: William Seeds[17]
- 1926–1932: William Edmund O'Reilly[18]
- 1932–1936: Edward Allis Keeling[19]
- 1936–1939: Ernest Frederick Gye
- 1939–1944: Donald St Clair Gainer[20]

### Ambassadeur extraordinaire et plénipotentiaire auprès de la république du Venezuela
- 1944–1948: George Ogilvie-Forbes[21]
- 1948–1951: John Magowan[22]
- 1951–1955: Robert Urquhart[23]
- 1955–1961: John Walker[24]
- 1961–1964: Douglas Busk[25]
- 1964–1969: Anthony Lincoln[26]
- 1969–1973: Donald Hopson[27]
- 1973–1975: Lees Mayall[28]
- 1975–1979: Jock Taylor[29]
- 1979–1982: Reginald Secondé[30]
- 1982–1985: Hugh Carless
- 1985–1988: Michael Newington
- 1988–1994: Giles FitzHerbert
- 1994–1997: John Flynn
- 1997–2000: Richard Wilkinson
- 2000–2003: John Hughes
- 2003–2006: Donald Lamont
- 2006–2007: Susan Jane Breeze, chargé d'affaires from Dec 2006 until Jan 2007
- 2007–2010: Catherine Royle
- 2010–2014: Catherine Nettleton
- 2014–2017: John Saville[31],[32]